# Culicoides camposi
Culicoides camposi är en tvåvingeart som beskrevs av Ortiz och Leon 1954. Culicoides camposi ingår i släktet Culicoides och familjen svidknott. Inga underarter finns listade i Catalogue of Life.